# Chum Mey

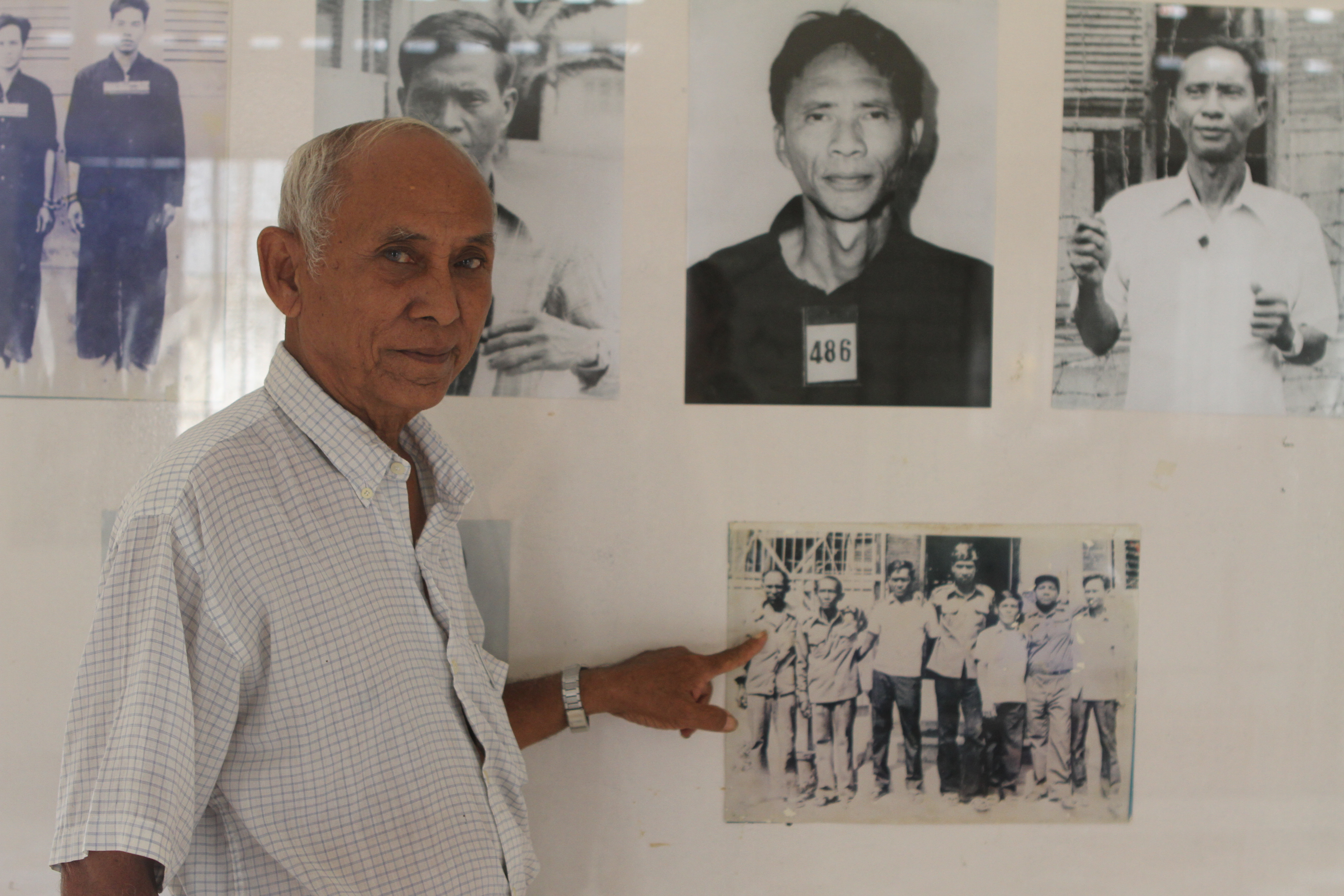
Chum Mey in der Gedenkstätte Tuol-Sleng-Genozid-Museum, 2010

Chum Mey (* um 1930 in Kambodscha) ist einer von nur sieben erwachsenen Überlebenden des Foltergefängnisses Tuol Sleng (S-21) in Phnom Penh während des Genozids in Kambodscha unter dem Regime der Roten Khmer und als solcher Teil weltweiter Berichterstattung.

## Leben
Von den 18.000 Gefangenen des Foltergefängnisses waren bei der Befreiung nur noch 14 am Leben, wovon noch weitere starben, da sie zu schwach, ausgehungert und zu krank waren. Nach einer Woche waren es dann nur noch sieben Überlebende, darunter Chum Mey, der sein Überleben seinen Fähigkeiten als Mechaniker verdankte, welche den Soldaten Pol Pots beim Instandhalten und Reparieren der diversen Maschinen von Nutzen waren. Unter anderem zusammen mit Vann Nath, einem weiteren Überlebenden des Tuol Sleng (S-21), setzt sich Chum Mey seitdem für die Dokumentation und das Gedenken an die Ereignisse ein, so auch in der Dokumentation S-21: Die Todesmaschine der Roten Khmer. Weiterhin diente und dient er als Zeuge der Anklage bei den Gerichtsverhandlungen gegen lebende Führer des Terrorregimes.

“First they shot my wife, who was marching in front with the other women. She screamed to me, ‘Please run, they are killing me now’. I heard my son crying and then they fired again, killing him. When I sleep, I still see their faces, and every day I still think of them”

„Zuerst schossen sie auf meine Frau, die vorne mit den anderen Frauen marschierte. Sie schrie ‚Bitte lauf weg, sie töten mich jetzt‘. Ich hörte meinen Sohn weinen, sie schossen erneut und töteten meinen Sohn. Wenn ich schlafe, kann ich immer noch ihre Gesichter sehen, und ich denke jeden Tag an sie.“

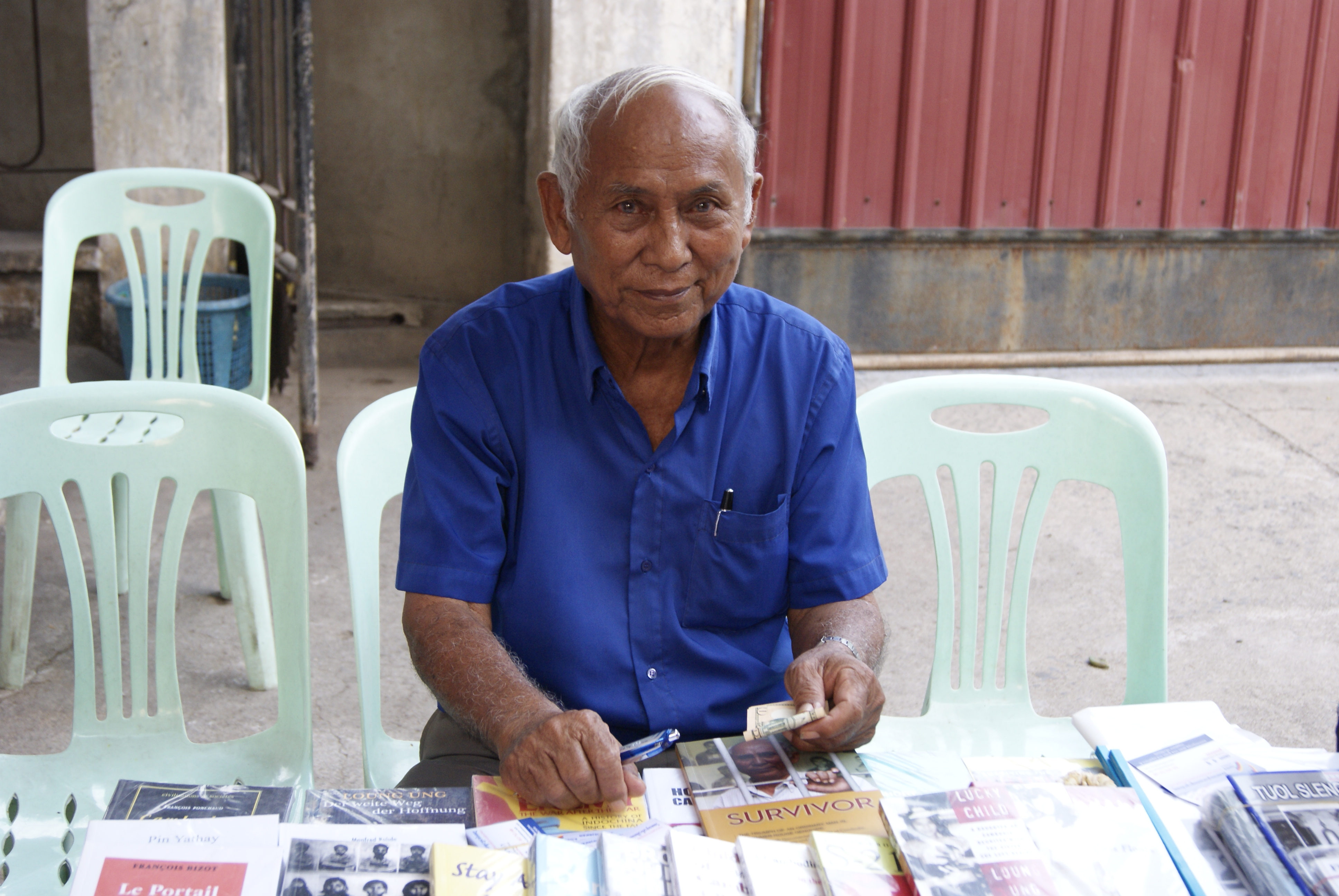
Chum Mey im Tuol-Sleng-Genozid-Museum in Phnom Penh (März 2015)

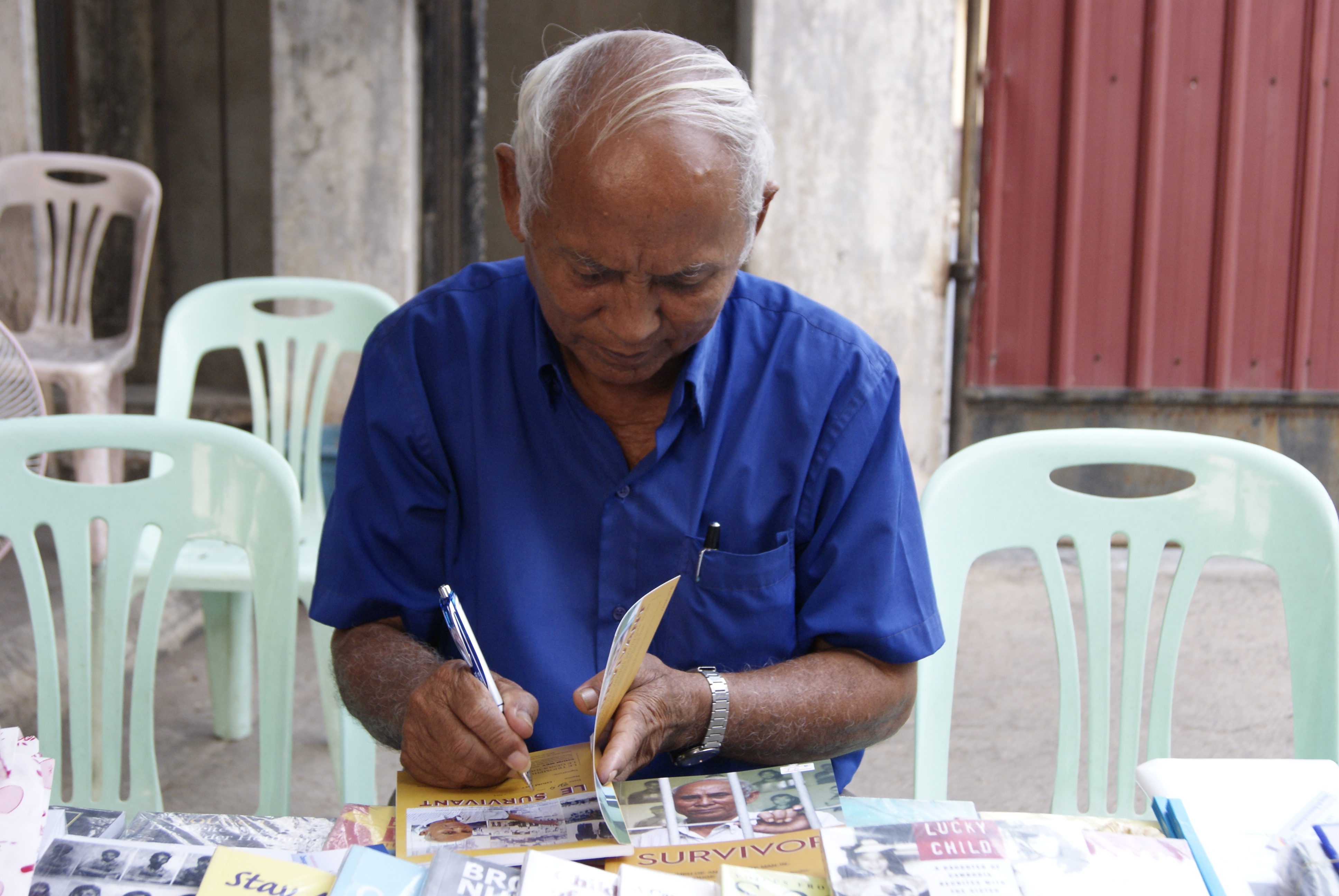
Chum Mey signiert seine Biographie „Survivor“ für die Besucher des Tuol-Sleng-Genozid-Museums in Phnom Penh (März 2015)